# Forza Motorsport 4
Forza Motorsport 4 és un videojoc de curses desenvolupat per Turn 10 Studios per la Xbox 360. Aquest és el quart lliurament de la sèrie Forza Motorsport, i es va llançar a l'Amèrica del Nord l'11 d'octubre de 2011, a Europa el 14 d'octubre i a la resta del món el 20 d'octubre. És l'últim Forza Motorsport llançat per la Xbox 360; el Forza Horizon de 2012 i la seva continuació de 2014 van ser els dos últims jocs de Forza de la plataforma, mentre que el Forza Motorsport 5 de 2013 va ser llançat exclusivament per la Xbox One.
Una novetat de la sèrie és Autovista, un mode de joc en el qual els jugadors poden veure detalls precisos, com ara les peces del motor i els interiors, en un nombre determinat de cotxes. Compta amb una associació amb el programa Top Gear de la BBC així com la seva contrapart estatunidenca. Jeremy Clarkson i James May, ex-co-presentadors de Top Gear, proporcionen comentaris en el mode Autovista del joc. Altres col·laboracions inclouen un acord de dos anys amb l'American Le Mans Series (ALMS). S'inclouen més de 500 vehicles i 26 pistes. El joc va ser el primer en la sèrie en fer servir el sensor Kinect al costat del tradicional controlador de joc i l'ús de volant.

## Sistema de joc
Els jugadors podran importar els seus perfils de Forza Motorsport 3 a Forza Motorsport 4, donant-los la possibilitat de transferir una certa quantitat de crèdits en el joc i els cotxes en el seu nou garatge. La quantitat permesa està basada en el temps que han jugat al joc, la quantitat d'automòbils i els crèdits que tenen.
Per aconseguir sons realistes dels pneumàtics, els realitzadors van prendre prestats vehicles Tesla Roadster per enregistrar el so de les relliscades i els derrapatges. Com que l'automòbil és elèctric, es van aconseguir gravar els sons sense interferència del so produït pel motor.
Forza Motorsport 4 disposa de 12 cotxes en la pista, també hi ha una nou mode de joc anomenat Autovista en el qual podem explorar el nostre cotxe i veure les seves característiques. El joc és compatible amb Kinect, i també es pot fer servir el comandament de la Xbox 360 i Kinect al mateix temps, Kinect dona la possibilitat als usuaris de navegar pels menús mitjançant ordres de veu. També disposa de modes de joc nous, un nou sistema d'il·luminació i ombres, millors gràfics en els automòbils i en els circuits, els sons de motors van ser gravats en cada una de les parts dels vehicles, es poden seleccionar escenes per a col·locar els vehicles en l'escenari, entre altres característiques noves.
El joc compta amb 26 pistes per competir. Aquestes pistes de curses es barregen entre curses de circuits i curses de punt a punt. S'inclouen 17 pistes del món real i nou ubicacions de ficció. Cada pista té una configuració inversa, i molts tenen diverses altres configuracions. A la franquícia Forza s'han afegit tres pistes de curses del món real i una de ficció: Hockenheimring, Indianapolis Motor Speedway, Infineon Raceway i els ficticis Alps bernesos.

## Desenvolupament, màrqueting i llançament

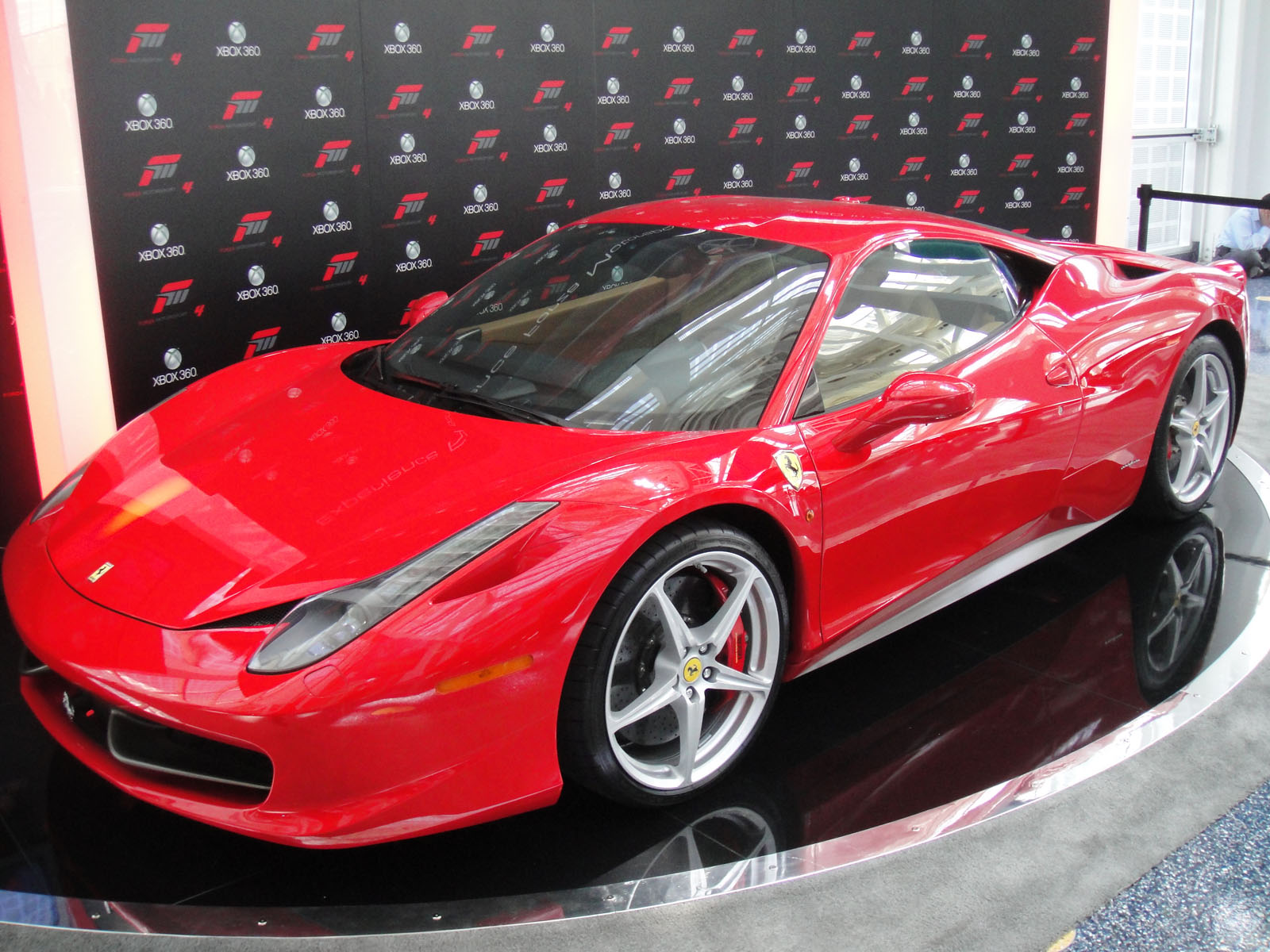
Promoció a l'E3 2011

La primera vegada que es va realitzar una demostració de Forza Motorsport 4 va ser en la conferència de premsa de Microsoft en l'E3 de l'any 2010. En la demostració van mostrar un desafiament conduint el Ferrari 458 Itàlia 2010, en la qual, mitjançant el sensor Kinect el jugador va conduir el cotxe per avançar a tants vehicles rivals com fos possible dins d'un límit de temps. Forza Motorsport 4 va ser presentat oficialment en els premis Spike de l'any 2010. Turn 10 va anunciar que el joc comptaria amb més de 500 cotxes de 80 fabricants, i va confirmar que suportaria Kinect, així com el comandament normal i els volants de conducció. Turn 10 es va associar oficialment amb l'American Le Mans Series (ALMS) durant dos anys a partir del 8 d’agost de 2011. L’associació proporciona diversos esdeveniments temàtics d'ALMS en el joc per complementar els cotxes i les pistes cursades a l’ALMS presents en entrades anteriors de la sèrie Forza Motorsport. A diferència dels jocs passats de la sèrie, els vehicles de la SCCA Pro Racing World Challenge inicialment no estaven presents a Forza Motorsport 4 a part d'un Dodge Viper patrocinat per Mopar. El paquet de contingut de descàrrega de Porsche va afegir un Porsche GT3 World Challenge. Es va filtrar més contingut durant la visita a d'IGN a l'E3 2011, que va revelar l’opció de crear clubs de cotxes i compartir garatges dins d’aquest club, i que el joc compta amb el suport a 16 curses en línia. Hockenheimring, Indianapolis Motor Speedway i Infineon Raceway es van afegir com a tres pistes del món real a la sèrie Forza.

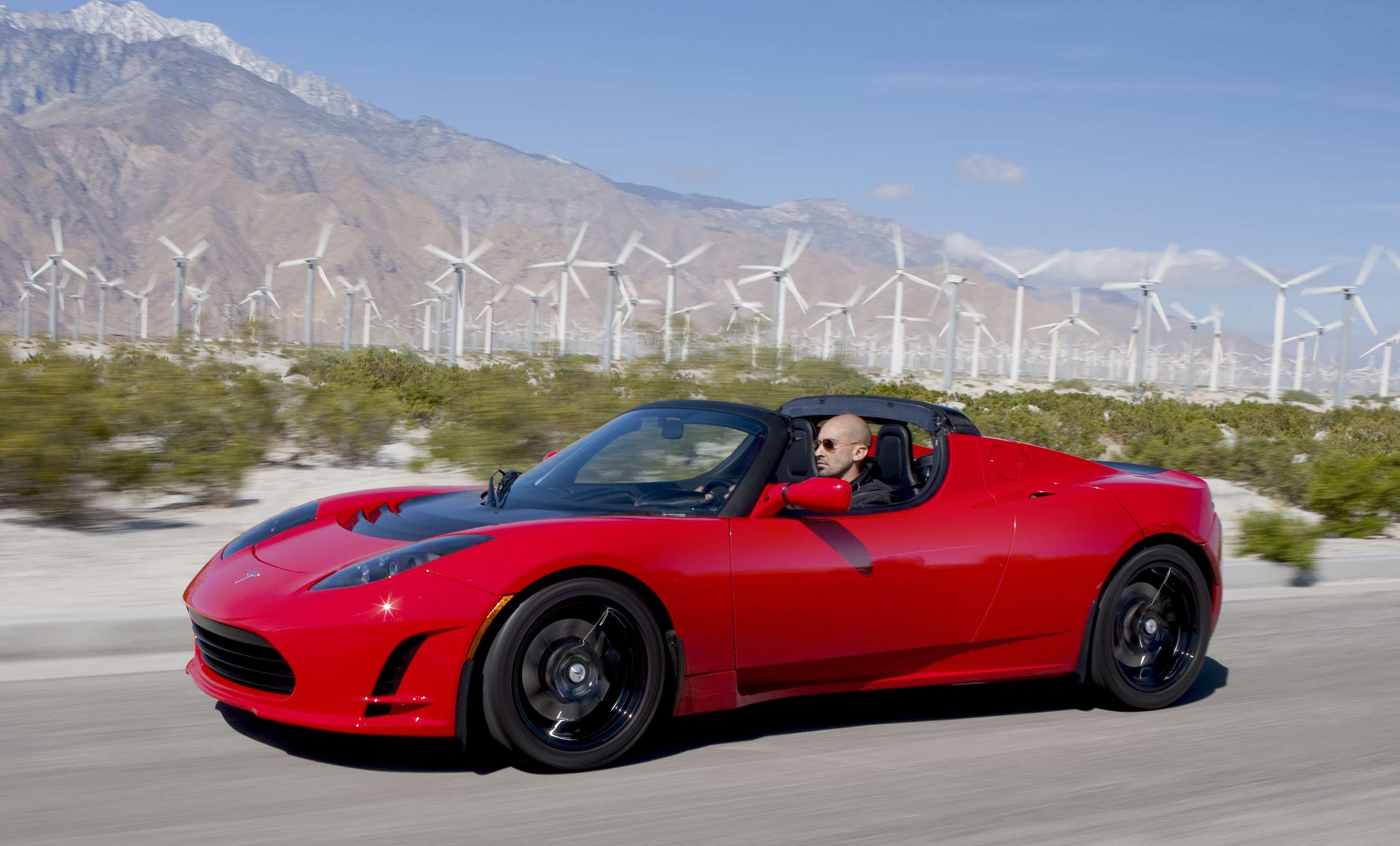
Turn 10 Studios va utilitzar un Tesla Roadster per gravar els sons dels pneumàtics en el joc a causa del poc soroll que realitza el vehicle a la carretera. El seu motor elèctric gairebé silenciós va donar als desenvolupadors un so net per la gravació.

Un Tesla Roadster es va utilitzar per registrar els sons dels pneumàtics del joc. Els desenvolupadors van triar el Tesla a causa del seu motor elèctric gairebé silenciós que els va permetre enregistrar els sons nets sense sorolls del motor. Es van muntar dos micròfons al cotxe i es van apuntar al pneumàtic per gravar-lo. Lance Hayes, el compositor guanyador del premi de Forza Motorsport 3, va tornar per a Forza Motorsport 4, que inclou una combinació de la seva música i altres artistes amb llicència. 15 cançons van ser proporcionades per Hayes per la interfície d'usuari i una mica de música en cursa. En parlar del to de la banda sonora, Hayes va afirmar: "La partitura té una sensació cinematogràfica augmentada, a més d'incorporar molts dels estils (downtempo, electrònic, ambient) que van fer la OST de Forza Motorsport 3 una de les favorites pels fans."
El 26 d’agost de 2011, a PAX Prime es va anunciar que el Turn 10 inclouria el UNSC Warthog de la sèrie Halo de Microsoft Studios al mode Autovista de Forza Motorsport 4. El model de Warthog utilitzat a Forza Motorsport 4 és idèntic a la versió del llavors proper Halo 4, tot i que el vehicle no es pot conduir. Turn 10 ha citat l'exagerat sistema de direcció de quatre rodes del vehicle, la tecnologia futurista fictícia i l'alçada excessiva com a motius de la seva exclusió, afirmant "Un, té una tecnologia integrada de Halo que hauria suposat una gran inversió per entrar en el joc només per donar suport a un vehicle. […] Tècnicament no ho admetem perquè no hi ha cotxes del món real al nostre joc."

### Contingut deTop Gear

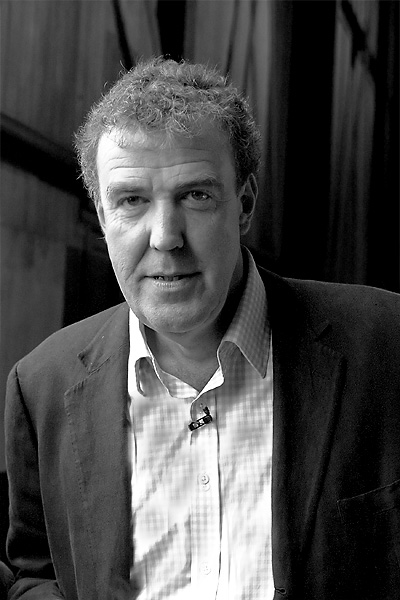
Forza 4 compta amb una associació amb el programa Top Gear de la BBC. Jeremy Clarkson (imatge) també proporciona comentaris en el mode Autovista del joc.

Turn 10 ha participat en una associació de diversos anys amb el programa de la BBC Top Gear. El contingut subministrat pel show televisiu Top Gear de la BBC premiat amb el BAFTA, també inclou narracions de presentadors Jeremy Clarkson i James May durant la navegació de showroom virtual (Autovista). El joc presenta el circuit de proves de Top Gear a l'aeròdrom de Dunsfold, a prop del poble de Cranleigh, RU. Es va revelar la primera demostració en joc de l'Autovista a l'E3 2011. Una peça de contingut addicional per als fans de Top Gear és l’addició de dos dels tres cotxes de preu raonable de la sèrie, el Kia Cee'd, i el Suzuki Liana, mentre que el tercer cotxe del programa de televisió, el Chevrolet Lacetti no hi és present. A l'E3, els jugadors van poder completar voltes al circuit de proves de Top Gear i enregistrar els seus propis temps. El circuit de proves de Top Gear a Forza Motorsport 4 també inclou autèntics angles de càmera durant les replays. El joc permet el "Car Football" de Top Gear (només disponible en línia amb Xbox Live) i un minijoc de bitlles de Top Gear, tots dos establerts al circuit oficial de proves de Top Gear.
L'estudi de BBC de Top Gear forma part de l'espai principal per visualitzar un cotxe. L'estudi té els cotxes originals de la sèrie de TV sobre pedestals, com el Toyota Hilux destruït i el vehicle policial de Clarkson basat en un Fiat Coupé com es pot veure a la Temporada 11, Episodi 1, i tots els logotips originals de Top Gear, pòsters de l'Stig i arranjaments d’il·luminació que reflecteixen la pintura del cotxe que el jugador està veient, semblant a com ho farien al show de Top Gear. Es va realitzar un anunci d'imatge real i Jeremy Clarkson va contenir una veu sobre el circuit. L'anunci s'ambienta en una ciutat atrafegada en la qual un home només vol conduir ràpid. A mesura que l’home avança pels carrers de la ciutat amb la policia en persecució, Clarkson parla d’amants de la velocitat com a espècie en perill d’extinció. Assenyala que els llocs per a que aquestes persones gaudeixin de veritat amb els seus cotxes se’ls emportin i, a continuació, llança el videojoc. La publicitat va ser ben rebuda pels mitjans de comunicació. Ray Wert de Jalopnik va comentar l'anunci com a "èpic". La conducció va ser realitzada pel pilot d'acrobàcies professional Martin Ivanov.
Forza Motorsport 4 va aparèixer a la versió estatunidenca de Top Gear. Als Spike Video Game Awards de 2010 el pilot d’acrobàcies professional i co-presentador d’espectacles Tanner Foust i Rutledge Wood, expert en cotxes i co-amfitrió van ser presentats en la presentació del joc. Foust va conduir un Dodge Challenger de 2010 mentre Wood anava com a passatger. La publicitat mostrava en Foust fent driftings pels voltants i acabava amb una presa en vista superior. Al paviment la paraula Forza va ser expressada amb una marca de pneumàtics. Addicionalment, en l'episodi final de la segona temporada del programa Wood i la co-presentador Adam Ferrara van desafiar en Foust a una cursa cronometrada a la Infineon Raceway, altrament coneguda com a Sears Point; Foust va conduir el Lexus LF-A al voltant del recorregut real mentre Wood i Ferrara conduïen el Forza Motorsport 4.

### Limited Collector's Edition
Els jugadors que van adquirir el Limited Collector's Edition van obtenir una funda de Steelbook polida, amb la coberta apareixent el BMW M5 de 2012. Conté un paquet de cotxes exclusiu, inclòs el Bugatti Veyron Super Sport i Noble M600; un American Muscle Car Pack de deu vehicles, incloent el Plymouth GTX 426 HEMI i el Chevrolet Nova SS, (també disponible al Xbox Live el dia del llançament); una exclusiva de precomanda de Ship Bonus Car Pack, inclòs el Koenigsegg Agera i el Tesla Roadster Sport; un BMW Designer Car Pack amb cinc vehicles que inclou cinc BMW amb dissenys exteriors únics, inclòs un BMW M6 dissenyat per un participant en un concurs de disseny de M6. Aquest paquet va estar disponible el dia del llançament, juntament amb una descàrrega gratuïta del BMW M5 2012 i un tema BMW pel menú principal de Xbox 360. A més d'això, els propietaris del Collector's Edition van rebre un llibre de 96 pàgines titulat 'Cars of Forza Motorsport 4 Presented By Top Gear', escrit pels editors de la revista Top Gear. Aquest llibre proporciona informació detallada sobre molts dels cotxes exòtics que es troben al joc, així com fotos (tant en el joc com en la vida real) d’aquests vehicles. La descripció dels cotxes és exactament la mateixa que narra Jeremy Clarkson mentre utilitza la part de Top Gear que es troba a la funció Autovista.

### Contingut descarregable
Forza Motorsport 4 havia rebut mensualment paquets de contingut descarregable (DLC) des del seu llançament. Cada mes, diversos cotxes nous s'agruparien en un paquet disponible per a la seva compra. Els jugadors també podrien optar per comprar cotxes individuals d'un paquet determinat en cas que no vulguin tots els vehicles presentats aquell mes. Els jugadors poden adquirir el Season Pass, un forfet de temporada que els dona dret a descàrregues gratuïtes dels primers sis paquets. El DLC de Top Gear Car Pack va ser el primer dels paquets mensuals a no ser cobert pel Season Pass. A diferència d’anteriors títols de la saga Forza que inclouen cotxes de Porsche a través d'una sublicència d'Electronic Arts, Forza Motorsport 4 inicialment no va incloure la marca de Porsche. En canvi, es van incloure els cotxes de Ruf Automobile, un fabricant d'automòbils alemany que construeix els seus propis models en la carrosseria acabada de Porsche. L'alliberament d'EA de Shift 2: Unleashed a principis del 2011 es considerava una expansió al gènere de simulació i la va portar la saga Forza cap a una competència més directa amb EA Games. El 5 de març de 2012 es va anunciar que hi havia un paquet de cotxes descarregable el 22 de maig que comptaria amb 30 cotxes de Porsche. El SRT Viper GTS de 2013 es va incloure al Forza Motorsport 4 com a contingut gratuït descarregable el 22 de juny de 2012. Com a part del paquet DLC de juny, es va afegir un Ford 1940. Aquest pack també inclou un MG MGA, un Volkswagen Escarabat, un BMW 507, i un Maserati Ghibli. Al setembre de 2015, es va eliminar tot el contingut descarregable.
El contingut de descàrrega comptava amb alguns temes únics no vistos anteriorment a la sèrie. Alguns cotxes van ser traslladats en jocs posteriors.
- Cotxes de novetat: Ford Pinto, AMC Gremlin, AMC Pacer, Chevrolet Corvair Monza, DMC DeLorean
- Clàssics britànics: *Austin-Healey 3000, *Austin-Healey Sprite, MGA Twin-Cam, MGB GT, Triumph TR3

### Banda sonora
Forza Motorsport 4 compta amb una banda sonora original de Lance Hayes, també conegut com a DJ Drunken Master. Com a Forza Motorsport 3, la banda sonora consisteix principalment en música electrònica ambiental, tot i que els elements orquestrals s'incorporen a la música. Juntament amb la banda sonora, Forza Motorsport 4 conté una àmplia selecció de música amb llicència de diversos artistes. Tot i que el joc es va estrenar el 2011, la banda sonora no es va publicar oficialment fins al 30 d'octubre de 2013 a iTunes.
| 1.  | «Ballistic Circuit»    | 5:11 |
| 2.  | «Berlinetta»           | 5:16 |
| 3.  | «Cold ATF»             | 5:00 |
| 4.  | «Course One»           | 5:32 |
| 5.  | «EV»                   | 5:12 |
| 6.  | «Fascia SF»            | 5:16 |
| 7.  | «Kingpin»              | 5:24 |
| 8.  | «LaSalle»              | 5:09 |
| 9.  | «Legendary Ratio»      | 4:56 |
| 10. | «Metrics Exclusionary» | 5:00 |
| 11. | «Paris-Rouen»          | 5:02 |
| 12. | «Passing»              | 4:53 |
| 13. | «Sterling»             | 4:54 |
| 14. | «Suicide Door»         | 5:11 |
| 15. | «Underride»            | 5:26 |

## Rebuda
Forza Motorsport 4 va rebre "aclamació global" com els tres primers jocs anteriors, segons el lloc web d'agregació de ressenyes Metacritic. També va guanyar el premi del joc de Més Anticipat de l'E3 de 2011 per a Computer and Video Games. Va ser al primer lloc en vendes al Regne Unit durant la setmana del seu llançament. El 30 d'abril de 2012 va ocupar la 23a posició en vendes al Regne Unit.
Luke Reilly d'IGN va fer un comentari del joc declarant "el primer simulador de carreres d'aquesta generació". Va elogiar el mode Autovista del joc, esmentant específicament l'atenció al detall que es dona fins i tot a les parts més petites dels vehicles. Va donar notes altes pel comentari de Jeremy Clarkson del programa de la BBC Top Gear. Va dir que les comentaris de Clarkson eren "refrescantment sincers". Reilly va declarar que va desitjava que el joc oferís curses de nit. L'editor Martin Robinson per part d’Eurogamer va sentir que el joc era "fàcil d'enamorar-se". Robinson va assenyalar que diversos cotxes es beneficien del sistema de maneig millorat, inclòs el Ferrari 250 Testa Rossa. Va contrastar el joc amb Gran Turismo 5 (GT5). Ell va explicar que GT5 va emetre un "amor boig" dels seus desenvolupadors i va assenyalar que Forza Motorsport 4 "sovint no han abraçat l'emoció que els seus subjectes poden inspirar." Ryan McCaffrey d’Official Xbox Magazine va elogiar els 60 fps de refresc d'imatges i vistes impressionants. Va afirmar que això, juntament amb un excel·lent disseny de so, el van mantenir "jugant des de la vista de la cabina durant tot el temps". Va assenyalar, tanmateix, que la banda sonora del joc se sentia fora de lloc i que el va silenciar durant el joc.
Jeff Gerstmann, cofundador de Giant Bomb, va sentir que mentre Forza Motorsport 4 era un "joc de conducció fantàstic", poc només més que una millora incremental del seu predecessor. "M'he trobat amb una actualització molt semblant a l'anual joc esportiu", ha afirmat Gerstmann. Justin Calvert de GameSpot va concloure igual; a més que va dir que Forza Motorsport 4 s'afina al seu predecessor, "però també se sent una mica massa familiar". Jason D'Aprile de X-Play també va sentir que Forza Motorsport 4 era una millora de Forza Motorsport 3, "convertint-lo en el rei absolut de la carretera." Va comentar els àudio i visuals del joc, el nombre de cotxes i pistes, el joc en línia i el nivell d'habilitat variable com a punts a destacar. Tot i això, D'Aprile va considerar que la implementació de Kinect era "un truc" i va expressar la seva decepció perquè no hi hagi més contingut de Top Gear. Matthew Kato, avaluador de Game Informer, va estar poc pressionat per l'integració de Kinect del Forza. Va pensar que les curses basades en Kinect "no són satisfactòries ja que els braços es cansen i el joc controla el gas i el fre per a vosaltres".
L'Editor Associat de 1UP.com Jose Otero va declarar que el Forza Motorsport 4 "el joc de curses més accessible." Va citar la nova modalitat World Tour com una millora important de la Season Play de Forza 3. Va assenyalar que si el cotxe del garatge del jugador no s'hauria d'ajustar correctament per a un esdeveniment, el joc pot suggerir les actualitzacions adequades. Per als jugadors experimentats, aquesta funció es pot desactivar. Va considerar que aquest tipus de funcions, juntament amb la funció de retorn amb rebobinat, que permet als jugadors reproduir una secció pobra de la seva cursa, satisfer tots els nivells d'habilitat. El revisor de la revista Edge va comparar el Forza Motorsport 4 al seu competidor més proper, Gran Turismo 5 (GT5). Va afirmar que, tot i que la sèrie Forza "potser semblar familiar, però no deixa de ser una conducció més emocionant que [GT5]." L'analista va afirmar que la dinàmica de maneig millorada, l'enfocament en el jugador i la comunitat del joc i una forta accessibilitat van fer del joc un "paquet sobrealimentat." Al Japó, Famitsu li va donar una puntuació de dos nou i dues desenes per a un total de 38 sobre 40.
The Digital Fix va donar al joc un deu perfecte i el va anomenar "el millor simulador de curses de qualsevol plataforma." Digital Spy de la mateixa manera, va donar-li les cinc estrelles i va dir que era "autèntic però accessible, educador, entretingut, a vegades ximple, sempre espectacular, però el més important, més ràpid i emocionant que conduir una muntanya russa alimentada amb V12 sense restriccions." The Daily Telegraph li va donar quatre estrelles i mitja de cinc, dient que era "acollidor, delicat i minuciosament construït per tal de donar a la seva audiència el que més desitja. Perquè sigui la sensació de la carretera, la fúria de la competència o bé desitjos amb compliment de ser desitjats, Forza 4 realment ho cobreix."